# وضعیت اشیا
وضعیت اشیا
 (آلمانی: Der Stand der Dinge) فیلمی در ژانر درام به کارگردانی ویم وندرس است که در سال ۱۹۸۲ منتشر شد.
این فیلم موفق شد جایزهٔ شیر طلایی جشنواره فیلم ونیز را از آنِ خود کند.

## بازیگران
- آلن گارفیلد
- ساموئل فولر
- رابرت کریمر
- راجر کورمن
- ویوا
- ویم وندرس